# Кінець серпня в готелі «Озон»
«Кінець серпня в готелі “Озон”» (чеськ. Konec srpna v Hotelu Ozon) — чехословацький науково-фантастичний фільм 1967 року режисера Яна Шмідта за сценарієм Павела Юрачека.

## Сюжет
Фільм розповідає про групу молодих жінок, які живуть у постапокаліптичному світі після ядерної війни.

## Акторський склад
- Ондрей Ярябек — старий
- Бета Понічанова — Даґмар Губертусова
- Маґда Сейдлерова — Барбора
- Гана Віткова — Тереза
- Яна Новакова — Клара
- Ванда Калінова — Юдіта
- Наталі Масловова — Маґдалена
- Ірена Лжичарова — Єва
- Їтка Горейшяс — Марта

## Виробництво
Дана Медржицька спочатку розглядалася на роль Даґмар Губертусової. Фільм знімався у покинутому селі поблизу Могельно.

## Огляди
Фільм «Кінець серпня в готелі “Озон”» вийшов на екрани 1967 року. У 2014 році в «Нью-Йорк таймс» писали: «Чудово знятий і нищівно добре розказаний, фільм перегукується з безнадією деяких наративів епохи Другої світової війни».